# Dehesa del Mercadillo
La Dehesa del Mercadillo es un parque periurbano situado en el monte del mismo nombre en el municipio de Ronda (provincia de Málaga, España). Su denominación proviene posiblemente de la existencia en otros tiempos de un mercado de ganado, dada su proximidad al casco urbano de Ronda y a la confluencia en el mismo de varias vías pecuarias. Su extensión es de 137,77 hectáreas y fue declarado el 19 de julio de 2000.
La mayoría de la superficie del monte Dehesa del Mercadillo está cubierta por un pinar de repoblación basado en pino piñonero y pies aislados de encina y pino negral. Asimismo, se conservan algunos ejemplares de encinas de gran valor por su antigüedad. 
La fauna silvestre del espacio aparece dominada por las comunidades animales propias del pinar de repoblación, así como la ruderal y antropógena, dada la cercanía al núcleo urbano de Ronda. Por lo que se refiere al paisaje, es particularmente interesante la panorámica que puede observarse del Tajo de Ronda desde algunos puntos.
La proximidad del espacio natural a la ciudad de Ronda y los valores naturales que encierra hacen que sea muy utilizado por sus habitantes como zona de esparcimiento y recreo.
La inversión pública realizada en los últimos años ha dotado al espacio de elementos para su uso público. Por último, conviene resaltar dentro del patrimonio etnográfico ligado a este espacio la parada de sementales que anualmente se lleva a cabo en la «Dehesa del Mercadillo» con ejemplares que el Ejército pone a disposición de los lugareños para tal menester y cuyo origen parece remontarse a la Guerra de la Independencia.
La red de vías pecuarias que confluyen en el espacio (Cañada Real de Setenil, Cordel de Ronda a Olvera, Vereda
al Molino de la Fuente y Cañada Real de Ronda a Jerez y Sevilla) facilitan el acceso al espacio, contribuyendo a su uso deportivo, recreativo, didáctico y ganadero.

## Fuente
- Orden de 16 de junio de 2000, sobre declaración del parque periurbano Dehesa del Mercadillo, en Ronda (Málaga), publicado en el BOJA.

- Datos: Q5801466